# 11767 Milne
11767 Milne là một tiểu hành tinh vành đai chính với chu kỳ quỹ đạo là 1234.5324656 ngày (3.38 năm).
Nó được phát hiện ngày 26 tháng 3 năm 1971.